# Vicissicaudata
Vicissicaudata trata-se de um clado (ou táxon) sem posição filogenética definida, de artrópodes marinhos extintos, onde usualmente incluem-se os outros clados de animais fósseis aparentados, como Cheloniellida, Aglaspidida and diversos gêneros ainda pouco classificados, como Sidneyia and Emeraldella.
Etimologicamente, o termo traduz-se como "cauda alterada", aludindo à diferenciação da região posterior do corpo no grupo.

## Morfologia geral e taxonomia
Os Vicissicaudata são similares à maioria dos outros artrópodes marinhos extintos, principalmente no tocante ao formato de corpo arredondado composto por muitos tergitos alargados, ocasionalmente com um eixo evidente ao longo do centro do corpo. Os diferentes taxa que compõem o clado são pouco derivados na forma do corpo, com bordas dos tergitos bastante arredondadas e grandes carapaças cefálicas, mas vale notar que o primeiro par de apêndices de Kodymirus lembra vagamente os apêndices frontais de Radiodonta. Diferentemente dos trilobita, a grande maioria dos Vicissicaudata não apresentam exoesqueletos biomineralisados, de forma que acabaram deixando bem menos fósseis preservados, a maioria em lagerstätten.
Mais especificamente, o clado define-se por uma diferenciação da região posterior do corpo, podendo terminar em um télson ou apêndices caudais. A morfologia desta parte posterior do corpo varia consideravelmente entre os diferentes grupos: em Aglaspidida, incluindo Eozetetes e Carimersa, há longo telson em forma de estilete com apêndices caudais em forma de nadadeiras relativamente pequenos; em Cheloniellida e Tardisia há apêndices caudais semelhantes às furcas de vários outros taxa, também ocorrem telsons bem menores mais semelhantes aos demais segmentos corporais posteriores. O agrupamento Xenopoda (parafilético) assemelha-se mais aos Aglaspidida, apresentando longos telsons e apêndices causais em forma de nadadeira, mas Sidneyia apesenta tais apêndices com lobos bem maiores e mais largos nas pontas. 
No aspecto geral do corpo, Aglaspidida e Carimersa parecem-se muito com trilobitas, mas os Cheloniellida apresentam um arranjo radial mais diferenciado. A maioria das linhagens apresentam olhos, apesar de que alguns Aglaspidida e Cheloniellida, incluindo Tardisia e Etainia, parecem não tê-los. Entretanto, como a localização dos olhos varia bastante dentre os Vicissicaudata, em que alguns apresentam os olhos escondidos debaixo da carapaça cefálica (p.ex. Emeraldella), pode ser que uma aparente ausência de olhos seja apenas um reflexo de não se apresentarem evidentes nos fósseis.
O clado surgiu como uma oficialização do parentesco, muitas vezes proposto, entre Sidneyia, Emeraldella, Aglaspidida e Cheloniellida. Vicissicaudata é por vezes considerado de estar mais aparentado ao clado que inclui os trilobitas e seus assemelhados (Trilobitomorpha), dentro de Artiopoda. No entanto, também há hipóteses sugerindo que Artiopoda seja parafilético, em que Vicissicaudata seria mais aparentado aos outros grupos de artrópodos (principalmente Chelicerata) do que com os Trilobitomorpha.

## Datação Geológica
Vicissicaudata apresenta ampla distribuição, tanto espacial quanto geográfica, em que fósseis foram recuperados de numerosos sítios arqueológicos, e datados desde oriundos do Cambriano até do Carbonífero.